# Justicia kempeana
Justicia kempeana är en akantusväxtart. Justicia kempeana ingår i släktet Justicia och familjen akantusväxter.

## Underarter
Arten delas in i följande underarter:
- J. k. kempeana
- J. k. muelleri